# Oxybismutomikrolith
Oxybismutomikrolith ist ein sehr seltenes Mineral aus der Mineralklasse der Oxide und Hydroxide. Es kristallisiert im kubischen Kristallsystem mit der Zusammensetzung [(Bi3+,#)2]Σ4+Ta2O6O, ist also ein Bismut-Tantalat mit zusätzlichen Sauerstoffionen. Das Symbol # steht für den möglichen Einbau von Natrium als Na+ und/oder Calcium als Ca2+ in die Kristallstruktur oder für das Auftreten von mit dem Symbol □ gekennzeichneten Vakanzen (Fehlstellen), wie sie bei Kationen-defizitären Mineralen auftreten.
Oxybismutomikrolith findet sich in Form von undeutlichen oktaedrischen Kristallen bis zu 1 mm Größe und körnigen Aggregaten bis zu 1 mm Durchmesser. Kleine Kristalle und Aggregate sind homogen, während größere Kristalle eine deutliche Zonierung mit Zonen aus Bi-reichem Fluornatromikrolith aufweisen
Die Typlokalität des Oxybismutomikroliths ist der gangförmige Pegmatit „Solnechnaja“ (der „Sonnige“, russisch Солнечная) (Koordinaten des Pegmatits „Solnechnaja“) im Pegmatitfeld „Malkhan“ (auch „Malchan“ oder „Malechansk“) bei Krasny Tschikoi, ca. 320 km südwestlich Tschita und 200 km südöstlich von Ulan-Ude, Region Transbaikalien (russisch Забайкальский край) im Föderationskreis Sibirien der Russischen Föderation.

## Etymologie und Geschichte
Der Terminus Bismutomikrolith (russisch Висмутомикролит) wurde ursprünglich von N. E. Zalashkova & M. V. Kukharchik für eine neue Mikrolith-Varietät aus einem unspezifizierten gangförmigen Pegmatit im russischen Altai eingeführt. Allerdings enthielt diesen Mineral zu wenig Bi und stellte sich später als Fluornatromikrolith heraus. Wenige Jahre später beschrieben Oleg von Knorring und Mary Mrose ein neues Bismut-Mineral vom „Wampewo Hill“, Königreich Buganda, Uganda, mit der Formel (Bi,Ca)(Ta,Nb)2O6(OH) als „Westgrenit“. Im Jahre 1977 verwarf Donald David Hogarth bei der ersten „Classification and nomenclature of the pyrochlore group“ (1977) den Namen „Westgrenit“ zugunsten von „Bismutomikrolith“, um die Zugehörigkeit des Minerals zur Mikrolith-Subgruppe der Pyrochlorgruppe zu unterstreichen. Die Wahl erfolgte aufgrund der chemischen Zusammensetzung mit Bismut sowie der kristallchemischen Verwandtschaft mit den Vertretern der Mikrolithgruppe. Da das Mineral aber wahrscheinlich eine Mixtur darstellt, wurde es von Daniel Atencio und Kollegen diskreditiert.
Auch in späteren Jahren wurden immer wieder Bi-reiche Mikrolithe, oft unter dem Namen Bismutomikrolith, beschrieben – sie stellen aber alle andere Vertreter der Pyrochlor-Obergruppe (Pyrochlor-Supergruppe) dar.
Im September 1985 wurde bei Arbeiten auf der Nordwestseite des Pegmatits „Solnechnaja“ im Pegmatitfeld „Malkhan“ eine 3 m × 2,5 m × 1,5 m große Miarole angetroffen, die neben bis zu 50 cm × 25 cm großen Rauchquarz-Kristallen, schleifwürdigen Wassermelonen-Turmalinen bis zu 18 cm × 15 cm Größe und perfekten Cleavelandit- und Lepidolith-Kristallen sowie vielen Bismut-haltigen Phasen einen Vertreter der Pyrochlor-Obergruppe mit ungewöhnlich hohen Bismut-Gehalten enthielt. Dieser zeichnete sich durch Abwesenheit jeglicher Anzeichen von Metamiktisierung aus, was auf die fast vollständige Abwesenheit von Uran und Thorium zurückzuführen war. Er erwies sich nach Ermittlung der physikalischen, chemischen und röntgendiffraktometrischen Eigenschaften als neuer Vertreter dieser Obergruppe und wurde der International Mineralogical Association (IMA) vorgelegt, die ihn im Jahre 2019 unter der vorläufigen Bezeichnung „IMA 2019-047“ anerkannte. Die wissenschaftliche Erstbeschreibung dieses Minerals erfolgte im Jahre 2020 durch ein internationales Forscherteam mit dem russischen Mineralogen Anatoly V. Kasatkin sowie Sergey N. Britvin, Igor S. Peretyazhko, Nikita V. Chukanov, Radek Škoda und Atali A. Agakhanov im englischen Wissenschaftsmagazin „Mineralogical Magazin“. Die Autoren benannten das neue Mineral in Übereinstimmung mit der Nomenklatur der Pyrochlor-Obergruppe aufgrund seiner chemischen Zusammensetzung mit einer durch Bismut dominierten A-Position, durch Ta dominierten B-Position sowie durch Sauerstoff dominierten Y-Position als Oxybismutomikrolith (russisch Оксивисмутомикролит, englisch Oxybismutomicrolite).
Das Typmaterial für Oxybismutomikrolith (Holotyp) wird unter der Katalognummer 5409/1 in der Systematischen Sammlung des Mineralogischen Museums „Alexander Jewgenjewitsch Fersman“ der Russischen Akademie der Wissenschaften in Moskau aufbewahrt.

## Klassifikation
Die aktuelle Klassifikation der International Mineralogical Association (IMA) zählt den Oxybismutomikrolith zur Pyrochlor-Obergruppe mit der allgemeinen Formel A2–mB2X6–wY1–n, in der A, B, X und Y unterschiedliche Positionen in der Struktur der Minerale der Pyrochlor-Obergruppe mit A = Na, Ca, Sr, Pb2+, Sn2+, Sb3+, Y, U, □, oder H2O; B = Ta, Nb, Ti, Sb5+ oder W; X = O, OH oder F und Y = OH−, F, O, □, H2O oder sehr große (>> 1,0 Å) einwertige Kationen wie K, Cs oder Rb repräsentieren. Zur Pyrochlor-Obergruppe gehören neben Oxybismutomikrolith noch Fluorcalciomikrolith, Fluornatromikrolith, Hydroxycalciomikrolith, Hydrokenomikrolith, Hydroxykenomikrolith, Kenoplumbomikrolith, Oxynatromikrolith, Oxystannomikrolith, Oxystibiomikrolith, Cesiokenopyrochlor, Fluorcalciopyrochlor, Fluornatropyrochlor, Hydrokenopyrochlor, Hydropyrochlor, Hydroxycalciopyrochlor, Hydroxykenopyrochlor, Hydroxymanganopyrochlor, Hydroxynatropyrochlor, Oxycalciopyrochlor, Fluorcalcioroméit, Hydroxycalcioroméit, Hydroxyferroroméit, Oxycalcioroméit, Oxyplumboroméit, Hydrokenoelsmoreit, Hydroxykenoelsmoreit, Fluornatrocoulsellit und Hydrokenoralstonit.
Oxybismutomikrolith bildet zusammen mit Fluorcalciomikrolith, Fluornatromikrolith, Hydroxycalciomikrolith, Hydrokenomikrolith, Hydroxykenomikrolith, Kenoplumbomikrolith, Oxynatromikrolith, Oxystibiomikrolith und Oxystannomikrolith innerhalb der Pyrochlor-Obergruppe die Mikrolithgruppe.
Die mittlerweile veraltete, aber teilweise noch gebräuchliche 8. Auflage der Mineralsystematik nach Strunz führt den Oxybismutomikrolith noch nicht auf. Er würde zur Mineralklasse der „Oxide und Hydroxide“ und dort zur allgemeinen Abteilung der „Oxide mit Verhältnis Metall : Sauerstoff = 2 : 3 (M2O3 und verwandte Verbindungen)“ gehören, wo er zusammen mit Bariomikrolith (diskreditiert 2010), möglicherweise Hydrokenomikrolith, Bismutomikrolith (diskreditiert 2010, mglw. identisch mit Oxybismutomikrolith), Fluornatromikrolith, Mikrolith, Natrobistantit, Plumbomikrolith, Stannomikrolith, Stibiomikrolith und Uranmikrolith die „Pyrochlor-Gruppe, Mikrolith-Untergruppe“ mit der System-Nr. IV/C.18 gebildet hätte.
Die seit 2001 gültige und von der International Mineralogical Association (IMA) verwendete 9. Auflage der Strunz’schen Mineralsystematik kennt den Oxybismutomikrolith ebenfalls noch nicht. Er würde in die Abteilung der „Oxide mit dem Stoffmengenverhältnis Metall : Sauerstoff = 1 : 2 und vergleichbare“ eingeordnet werden. Diese ist weiter unterteilt nach der relativen Größe der beteiligten Kationen und der Kristallstruktur, so dass das Mineral entsprechend seiner Zusammensetzung und seinem Aufbau in der Unterabteilung „Mit großen (± mittelgroßen) Kationen; Lagen kantenverknüpfter Oktaeder“ zu finden wäre, wo es zusammen mit allen Vertretern der Pyrochlor-, Mikrolith-, Betafit-, Roméit- und Elsmoreitgruppen die Pyrochlor-Übergruppe mit der System-Nr. 4.DH.15 bilden würde. Oxybismutomikrolith wäre dabei zusammen mit Fluorcalciomikrolith, Fluornatromikrolith, Hydrokenomikrolith, Hydroxykenomikrolith, Hydromikrolith, Kenoplumbomikrolith, Oxycalciomikrolith, Oxystannomikrolith (ehemals Stannomikrolith) und Oxystibiomikrolith (ehemals Stibiomikrolith) in der Mikrolithgruppe zu finden.
Auch die vorwiegend im englischen Sprachraum gebräuchliche Systematik der Minerale nach Dana kennt den Oxybismutomikrolith noch nicht. Er würde in die Klasse der „Oxide und Hydroxide“ und dort in die Abteilung der „Mehrfachen Oxide mit Nb, Ta und Ti“ eingeordnet werden. Hier wäre er in der „Mikrolith-Untergruppe; Ta>Nb;(Ta+Nb)>2(Ti)“ mit der System-Nr. 08.02.02 innerhalb der Unterabteilung der „Mehrfache Oxiden mit Nb, Ta und Ti mit der Formel A2(B2O6)(O,OH,F)“ zu finden.

## Chemismus
Sieben Mikrosondenanalysen an Oxybismutomikrolith aus dem Pegmatit „Solnechnaja“ ergaben Mittelwerte von 3,45 % Na2O; 2,88 % CaO; 0,31 % MnO; 0,76 % PbO; 29,81 % Bi2O3; 0,18 % ThO2; 3,89 % TiO2; 1,77 % SnO2; 4,50 % Nb2O5; 51,08 % Ta2O5 sowie 1,17 % F [(−O = F), Summe = 99,31 %].
Auf der Basis von zwei Kationen auf der B-Position [(Ta + Ti + Nb + Sn) = 2 apfu] wurde die empirische Formel (Bi0,79Na0,68Ca0,32Mn0,03Pb0,02□0,16)Σ=2,00(Ta1,42Ti0,30Nb0,21Sn0,07)Σ=2,00O6,00(O0,52F0,38□0,10)Σ=1,00 ermittelt, die – basierend auf der Nomenklatur der Pyrochlor-Obergruppe – zu (Bi,Na,Ca)2(Ta,Ti,Nb,Sn)2O6(O,F) vereinfacht wurde.
In den „Mikrolithen“ des Pegmatits „Solnechnaja“ existiert, bedingt durch den hohen Grad der gekoppelten heterovalenten Substitution, eine kontinuierliche Mischkristalle zwischen Fluornatromikrolith und Oxybismutomikrolith. Auf der A-Position werden Na+ und, in etwas geringerem Maße, Ca2+ durch Bi3+ ersetzt, was simultan durch den Ersatz von F− durch O2− auf der Y-Position kompensiert wird und durch das Schema A(Na,Ca) + YF  →  ABi + YO ausgedrückt werden kann.
Bei einem im Pegmatit von „Scherlovyi“ beim Dorf Taiginka unweit von Kyschtym, Oblast Tscheljabinsk, Southern Südural, Russland, gefundenen Vertreter der Mikrolith-Subgruppe wurde auf Basis von zwei Kationen auf der B-Position die empirische Formel (Bi0,94Mn0,25Ca0,10U4+0,07Pb0,04Sb3+0,02Th0,02Na0,01K0,01Ba0,01)Σ=1,47(Ta0,97Ti0,69Nb0,22Sn0,10W0,02)Σ=2,00O6,53F0,23 berechnet. Es handelt sich ebenfalls um Oxybismutomikrolith – dieser ist jedoch deutlich reicher an Bi und ärmer an F als Oxybismutomikrolith aus dem Pegmatit „Solnechaya“. Er weist auch deutlich geringere Gehalte an Na und Ca, dafür jedoch essentielle Gehalte an Mn auf. Wie der Oxybismutomikrolith von „Solnechaya“ ist beim Oxybismutomikrolith von „Scherlovyi“ ein hoher Grad an Substitution zu erkennen, die jedoch v. a. auf der B-Position mit Substitution von Ta5+ durch Ti4+ stattfindet. Sie kann so hoch sein, dass Verhältnisse mit Ti4+ + Sn4+ > Ta5+ + Nb5+ und Ti4+ > Sn4+ entstehen, womit das bislang noch nicht beschriebene Mineral Oxybismutobetafit vorliegen würde.
Innerhalb der Pyrochlor-Obergruppe sind theoretisch durch die vier verschiedenen zu besetzenden Positionen eine Vielzahl von Substitutionsmöglichkeiten vorhanden.
Oxybismutomikrolith ist das Bi-dominante Analogon zum Na-dominierten Oxynatromikrolith, zum Sb-dominierten Oxystibiomikrolith und zum Sn-dominierten Oxystannomikrolith.
Die alleinige Elementkombination Bi–Ti–O, wie sie der offiziellen Formel der IMA für den Oxynatromikrolith zu entnehmen ist, weist unter den derzeit bekannten Mineralen (Stand 2020) neben Oxybismutomikrolith nur Bismutotantalit, BiTaO4, auf. Chemisch ähnlich sind Fluornatromikrolith, (Na1,5Bi0,5)Ta2O6F, der als Mineral noch nicht definierte „Hydroxynatromikrolith“, (Na,Bi3+,◻)2Ta2O6(OH), sowie die ungenügend charakterisierten „Bismuthian Stibiotantalit“, (Sb,Bi)(Ta,Nb)O4, und „Scheteligit“, (Ca,Fe,Mn,Sb,Bi,Y)2(Ti,Ta,Nb,W)2(O,OH)7.

## Kristallstruktur
Oxybismutomikrolith kristallisiert im kubischen Kristallsystem in der Raumgruppe Fd3m (Raumgruppen-Nr. 227) mit dem Gitterparameter a = 10,4746 Å sowie acht Formeleinheiten pro Elementarzelle. Oxybismutomikrolith aus dem Pegmatit von „Scherlovyi“ im Ural ist aufgrund seiner hohen Gehalte an Uran und Thorium bei Raumtemperatur vollständig amorph.
Wie bei allen Vertretern der Pyrochlor-Obergruppe mit der Idealformel A2B2O6Y besteht die Kristallstruktur des Oxybismutomikroliths aus einem dreidimensionalen Gerüst, welches von zwei unterschiedlichen Typen von Metall-Sauerstoff(-Fluor)-Polyedern aufgebaut wird. Die Ta(O,OH)6-Oktaeder besitzen gemeinsame Ecken und bilden dadurch ein perforiertes Gerüst, welches breite Kanäle in Richtung [110] enthält. Diese Kanäle nehmen die auf der A-Position sitzenden Bi-Atome und ihre Substituenten sowie die O2−- und F−-Ionen auf.
Alternativ kann die Struktur des Oxybismutomikroliths auch als Pseudogerüst dargestellt werden, welches aus verzerrten hexagonalen Bipyramiden [BiX8] (X = O und F) mit gemeinsamen Kanten besteht, wobei die Ta-Atome in den Hohlräumen der Struktur sitzen.

## Eigenschaften

### Morphologie
Oxybismutomikrolith fand sich an seiner Typlokalität nur in Form von rauen oktaedrischen Kristallen bis zu 1 mm Größe und isometrischen Körnern bis zu 2 mm Durchmesser, die in einer Albit-Lepidolith-Elbait-Matrix (Albit-Lepidolith-Elbait-Komplex) sitzen. Kleinere Kristalle und Körner (<0,2 mm Durchmesser) sind homogen und monomineralisch, während die meisten der größeren Kristalle eine genau definierte Zonierung mit Zonen aus bismutreichem Fluornatromikrolith aufweisen, die im Rückstreuelektronenbild gut zu beobachteten sind.

### Physikalische und chemische Eigenschaften
Die Kristalle des Oxybismutomikroliths an der Typlokalität sind schwarz, die Oxybismutomikrolith-Körner im Pegmatit von „Scherlovyi“ im Ural sind dunkelbraun. Ihre Strichfarbe ist dagegen immer grauweiß. Die Oberflächen des opaken, in dünnen Splittern durchscheinenden Oxybismutomikroliths zeigen einen harzartigen Glanz, was gut mit dem sehr hohen Wert für die Lichtbrechung (n = 2,184, berechnet) übereinstimmt. Unter dem Polarisationsmikroskop ist das Mineral im reflektierten Licht hellgrau und isotrop und zeigt weder Innenreflexe noch einen Pleochroismus, aber ein sehr hohes Oberflächenrelief.
Oxybismutomikrolith weist keine Spaltbarkeit auf. Aufgrund seiner Sprödigkeit bricht er aber ähnlich wie Amblygonit, wobei die Bruchflächen uneben ausgebildet sind. Die Vickershärte für Oxybismutomikrolith wurde mit VHN100 = 609 kg/mm² (Bereich 551–689 kg/mm², Beladung 100 g, Anzahl der Messungen n = 5) bestimmt, was einer Mohshärte von ≈ 5 entspricht. Damit gehört Oxybismutomikrolith zu den mittelharten Mineralen und lässt sich wie das Referenzmineral Apatit (Härte 5) noch mit einem Taschenmesser ritzen. 
Die mittels Heliumpyknometrie gemessene Dichte für Oxybismutomikrolith beträgt 6,98 g/cm³. Aus der empirischen Formel und dem Volumen der Elementarzelle (bestimmt bei der Kristallstrukturanalyse an Einkristallen) wurde die Dichte für das Mineral mit 7,056 g/cm³ berechnet.
Das Mineral zeigt weder im langwelligen (356 nm) noch im kurzwelligen (254 nm) UV-Licht eine Fluoreszenz. Oxybismutomikrolith ist weder in kalter Salzsäure, HCl, noch in kalter Salpetersäure, HNO3, löslich.
Aufgrund der fast vollständigen Abwesenheit von Uran und Thorium in der chemischen Zusammensetzung des Oxybismutomikroliths der Typlokalität fehlen jegliche Anzeichen einer Metamiktisierung. Der Oxybismutomikrolith des Pegmatits von Scherlovyi im Ural ist hingegen aufgrund seiner substantiellen Gehalte an ThO2 (0,85 Gew.-%) und UO2 (2,83 Gew.-%) deutlich metamikt.

## Bildung und Fundorte
Als sehr seltene Mineralbildung konnte der Oxybismutomikrolith bisher (Stand 2020) erst von zwei Fundpunkten beschrieben werden. Die Typlokalität für Oxybismutomikrolith ist der gangförmige Pegmatit „Solnechnaja“ im Pegmatitfeld „Malkhan“ bei Krasny Tschikoi, ca. 320 km südwestlich Tschita und 200 km südöstlich of Ulan-Ude, Region Transbaikalien im Föderationskreis Sibirien der Russischen Föderation.
Das Malkhan-Pegmatitfeld wurde in den 1980er Jahren entdeckt und ist berühmt für Edelsteine und Turmaline in Sammlungsqualität. Es befindet sich auf den Südhängen der Malkhan-Kette, nimmt dort eine Fläche von 60 km² ein und enthält mehr als 300 gangförmige Pegmatite. Nach Datierungen mit der 40Ar/39Ar-Methode besitzt das Malkhan-Pegmatitfeld ein Alter von 128–124 Ma.
Der einzige weitere Fundort ist der Granitpegmatit von „Scherlovyi“ beim Dorf Taiginka unweit von Kyschtym, Oblast Tscheljabinsk, Southern Südural, Russland. Fundstellen für Oxybismutomikrolith aus Deutschland, Österreich und der Schweiz sind damit unbekannt.
Oxybismutomikrolith bildete sich bei der metasomatischen Umwandlung bereits erstarrter Teile eines hochspezialisierten Granitpegmatits.
Da der Gehalt an Bi in den wichtigen gesteinsbildenden Mineralen des Pegmatit niedrig (3 ppm in Quarz, 2–3 ppm in Glimmern und 15 ppm in Feldspat) ist und sich die Pegmatitkristallisation vom Kontakt aus nach innen ausbreitete, führte die Erstarrung der weniger entwickelten Pegmatitteile zu einer starken Anreicherung von Bi und anderen inkompatiblen Elementen einschließlich B, F, Li, Cs, Rb, Bi, Nb, Ta und Sn in einer Pegmatitrestschmelze. Sehr hohe und variable B2O3- und H2O-Gehalte von in Quarz eingeschlossenen Schmelz- und Flüssigkeitseinschlüssen aus verschiedenen Teilen mehrerer Pegmatite dokumentieren zunehmende Gehalte der Flussmittel während der Entwicklung der Pegmatitschmelze und darüber hinaus die Bildung von koexistierenden stark flussmittelhaltigen Aluminosilicat-Schmelzen und hydrosalinaren Fluiden. Solche stark flussmittelhaltigen Flüssigkeiten verursachten anschließend eine intensive metasomatische Umwandlung der bereits erstarrten Teile des Pegmatits und die Bildung eines Albit-Lepidolith-Elbait-Komplexes mit miarolitischen Hohlräumen. Daher stellt der Albit-Lepidolith-Elbait-Komplex einen der am stärksten fraktionierten Teile des Pegmatitkörpers dar. Er enthält feinverteilte akzessorische Bi-, Nb- und Ta-Minerale, wobei der Bi-Gehalt in Elbait 5000 ppm (0,5 %) erreicht.
Wie viele Pegmatite im Pegmatitfeld „Malkhan“ weist auch der Pegmatit „Solnechnaja“ eine starke LCT-Signatur (mit Anreicherungen von Lithium, Cäsium und Tantal) im Sinne von Petr Černý und Scott Ercit auf. Eines der spezifischen geochemischen Merkmale verschiedener Pegmatitkörpern des Malkhan-Feldes ist ihre Bismut-Anreicherung, was zur Entwicklung einer einzigartigen Bi-Mineralisierung und zur Bildung von primären Dispersion-Aureolen führt. Unabhängig von den Bi-Gehalten einzelner Minerale weist der Turmalin-Lepidolith-Albit-Komplex um die Miarolen herum Bi-Gehalte bis zu 300 ppm Bi auf. Dies führt zur Entwicklung verschiedener Bi-Mineralisationen in den Pegmatiten mit gediegen Wismut, Bismuthinit, Bismutit und Tantalo-Niobaten wie Bismutocolumbit, Bismutotantalit und bismutreichen Vertretern der Pyrochlor-Obergruppe.
Typische Begleitminerale des Oxybismutomikroliths an seiner Typlokalität, einem 3 m × 2,5 m × 1,5 m großen miarolithischen Hohlraum, sind neben Quarz, Turmalin, Cleavelandit und Lepidolith vor allem gediegen Wismut, Bismutit, Bismutotantalit, Fluorapatit, Fluorit, Fluornatromikrolith, Pollucit, Stibiotantalit, Topas, Xenotim-(Y) sowie Hf-reicher Zirkon. In 1–2 m Entfernung von der Miarole ist der Kalifeldspat-Pegmatit intensiv albitisiert und in Albitit umgewandelt; er enthält Einschlüssen von Lepidolith, orangefarbenen Spessartin, Topas und rosafarbenen Beryll (Varietät Vorobieffit). Der grobkörnige Albit-Lepidolith-Elbait-Komplex ist an einigen Stellen in der Nachbarschaft der Miarole ausgebildet.
Im Granitpegmatit von „Scherlovyi“ gehören zu den Paragenesemineralen des Oxybismutomikroliths Beryll, gediegen Wismut, Bismutocolumbit, Cheralith, Fluorapatit, Fluor-Schörl, Gahnit, Hercynit, Magnetit, Manganocolumbit, Monazit-(Ce), Quarz, Rutil, Spessartin, Xenotim-(Y) und Zirkon.

## Verwendung
Oxybismutomikrolith ist aufgrund seiner Seltenheit ohne jede praktische Bedeutung.